# Figulus ater
Figulus ater là một loài bọ cánh cứng trong họ Lucanidae. Loài này được Deyroll mô tả khoa học năm 1874.